# Josep Royo i Gómez
Josep Royo i Gómez (Castelló de la Plana, 14 de maig de 1895 - Caracas, 30 de desembre, 1961) fou un geòleg, paleontòleg i polític valencià.

## Biografia
El 1921 es doctorà en Ciències Naturals a la Universitat de Madrid, i des del 1922 treballà com a professor de mineralogia i geologia en el Museu Nacional de Ciències Naturals de Madrid. Va ser el primer dinóleg d'importància a Espanya, en investigar entre 1918 i 1927 diversos jaciments paleontològics del Mesozoic de zones de la meitat oriental de la Península, especialment en el Sistema Ibèric.
De 1930 a 1939 fou secretari de la Secció de Ciències de l'Ateneu Científic i Literari de Madrid i col·laborà també en la Societat Castellonenca de Cultura. Alhora, milità a Acció Republicana, partit amb el qual fou elegit diputat per Castelló a les eleccions generals espanyoles de 1931. El 1938 fou Sotssecretari de la Junta per a l'Ampliació d'Estudis i Investigacions Científiques
Després de la guerra civil espanyola es va exiliar a Colòmbia, on va fundar el Servei Geològic Nacional, organitzà el Museu Geològic Nacional, i publicà Mapa geològic de Colòmbia (1945). El 1951 fou convidat a establir-se a Veneçuela, on el 1960 va obtenir la nacionalitat, i fou professor del departament de Geologia de la Universitat Central de Veneçuela i de mineralogia i geologia a l'Institut Pedagògic Nacional. També hi fou considerat el primer professional de la paleontologia de vertebrats, contribuint en l'organització de la primera col·lecció de vertebrats fòssils de Veneçuela. Investigà amb Josep Maria Cruxent, el jaciment arqueològic i prehistòric de Muaco (estat de Falcón).

## Obres
- Prácticas de mineralogía y geología (1928)